# 시모무라 가이토
시모무라 가이토(일본어: 下村 海翔, 2002년 3월 27일~)는 일본의 프로 야구 선수이며, 현재 센트럴 리그인 한신 타이거스의 소속 선수(투수)이다. 효고현 니시노미야시 출신이다.

## 상세 정보

### 출신 학교
- 규슈 국제 대학 부속 고등학교
- 아오야마 가쿠인 대학

### 선수 경력
- 한신 타이거스(2024년~)

### 등번호
- 19(2024년~)